# Fletcher Henderson

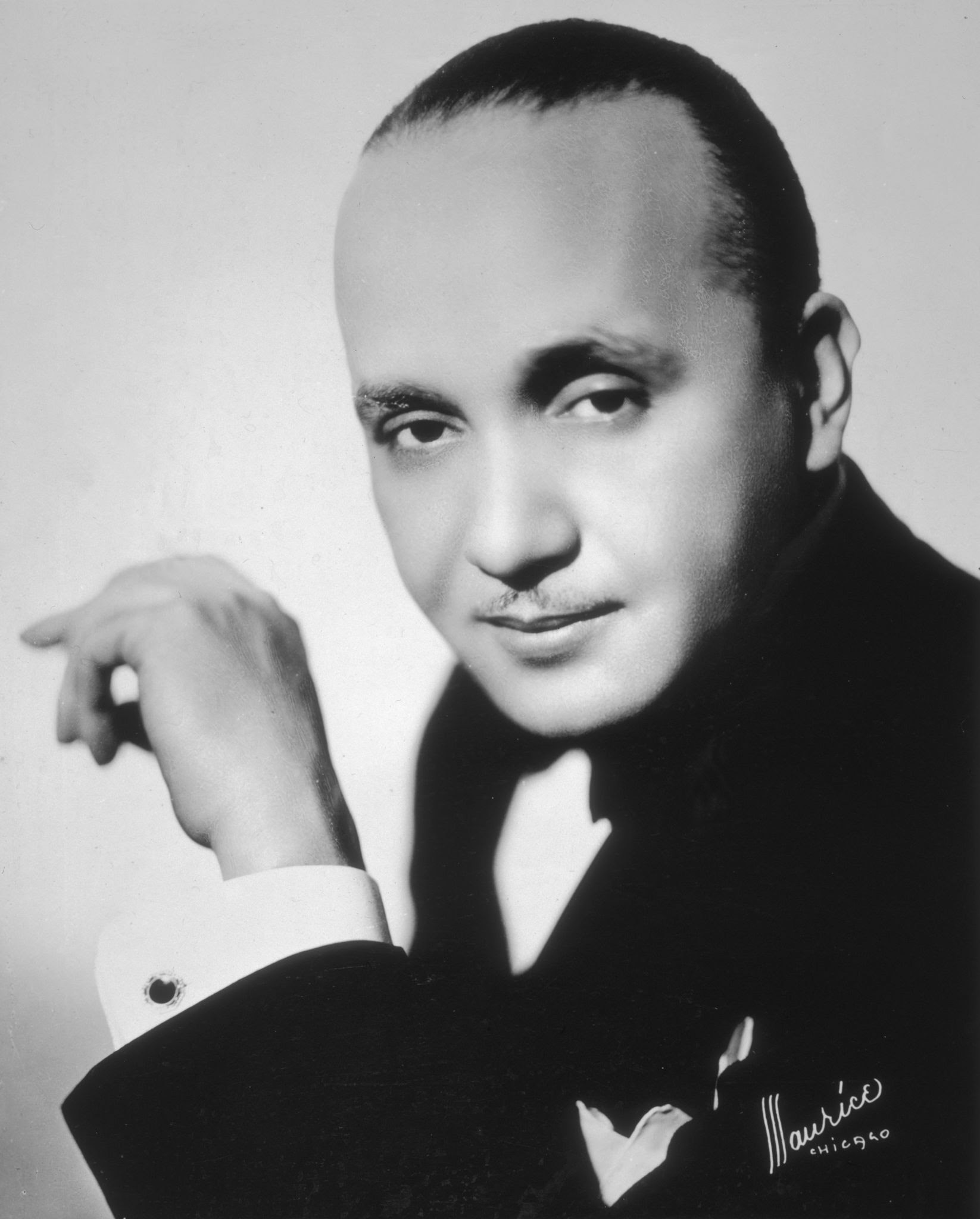
Fletcher Henderson (1943)

James Fletcher „Smack“ Henderson, Jr. (* 18. Dezember 1897 in Cuthbert, Georgia; † 28. Dezember 1952 in New York City) war ein US-amerikanischer (Jazz-)Pianist, Bandleader und Komponist.

## Biografie
Henderson wurde im Randolph County in Georgia geboren. Er kam aus der Mittelschicht, sein Vater war Schuldirektor, seine Mutter unterrichtete Klavier. Er besuchte die Universität in Atlanta und graduierte im Jahr 1920. Henderson zog nach New York, um an der Columbia University den Magister im Bereich Chemie abzulegen.
Er versuchte, aufgrund der Rassendiskriminierung vergebens, Arbeit in einem Chemieunternehmen zu finden. Er spielte Piano auf einem der zahlreichen River Boats auf dem Hudson River und beschloss, Musiker zu werden. Arbeit fand er schließlich in der Harry Pace/W.C. Handy’s Music Publishing Company. Ebenfalls war Henderson bei der Black Swan Recording Company angestellt, zuständig als Musikdirektor und Pianist. Er organisierte Auftritte der Bluessängerin Ethel Waters und spielte mit der Band Black Swan Troubadours auf diesen Konzerten. Sein Erfolg in musikalischer Hinsicht ließ Henderson das Chemiestudium vergessen.
1922 gründete er mit Don Redman, Elmer Chambers und weiteren Musikern seine eigene Band, die Ende 1923 mit dem „Gulf Coast Blues“ einen ersten Hit hatte und bis 1924 im Club Alabam in New York und später im Roseland Ballroom spielte. Schnell bekam sie den Ruf als beste „schwarze“ Band in New York. Mit seiner Band begleitete er auch Blueskünstler wie Hannah Sylvester bei ihren Aufnahmen.
Henderson warb 1924 den aufstrebenden Trompeter Louis Armstrong von der King Oliver’s Creole Jazz Band ab und kam dank Armstrong auf neue Ideen zur Instrumentation und zum Arrangement. Erfolgsnummern Mitte der 20er waren „Sugar Foot Stomp“ (King Olivers „Dippermouth Blues“ in neuer Fassung), „Carolina Stomp“ und „Dinah“. Nach und nach präsentierten sich neben Armstrong auch Henry Red Allen, Joe Smith, Rex Stewart, Tommy Ladnier, Jimmy Harrison und Roy Eldridge in Hendersons Band. Die Jazz-Größen Coleman Hawkins, Buster Bailey, Benny Carter und Chu Berry gastieren ebenfalls in seiner Big Band. Zu Beginn der 1930er Jahre half Fletchers jüngerer Bruder, Horace Henderson (1904–1988) bei den Arrangements. Obwohl die Band sehr populär war, hatte Henderson selbst wenig geschäftlichen Erfolg. Nach einem Verkehrsunfall 1928 verlor er gänzlich das geschäftliche Interesse und versuchte sich nie mehr als Geschäftsführer. Dafür wurde er ein anerkannter Arrangeur, seine Arbeit beeinflusste nachhaltig die Musikwelt.
Zusätzlich zu seiner eigenen Band arbeitete Henderson für die Bands von Teddy Hill, Isham Jones und Benny Goodman. 1934 wurde das Orchester von Benny Goodman für die Radiosendung Let’s Dance engagiert. Da die Sendung wöchentlich neue Titel auflegen musste, kaufte sie einige von Hendersons Arrangements. Viele Erfolge Goodmans stammten aus der Feder von Fletcher Henderson. Einen letzten Erfolgstitel in den Charts hatte er im Mai 1937 mit „Great Caesar’s Ghost“. Im Jahre 1939 löste Henderson seine eigene Band endgültig auf und arbeitete ausschließlich für Benny Goodman als Pianist und Arrangeur; erstmals spielte dabei eine „weiße“ Band zusammen mit einem „schwarzen“ Musiker auf der Bühne. 1948 bis 1949 gab Henderson zusammen mit Ethel Waters einige Konzerte. Henderson erlitt 1950 einen Schlaganfall, wurde teilweise gelähmt und konnte seitdem nicht mehr spielen. Er starb 1952 in New York City.
Henderson war der erste Jazz-Künstler, der eine Big-Band gründete. Seine Arrangements für sowohl „schwarze“ als auch „weiße“ Orchester bildeten der Beginn der Swing-Ära. Henderson wird gelegentlich als eigentlicher „King of Swing“ bezeichnet.
Form

## Bekannte Titel (Auswahl)
| - Goodbye Blues - Charleston Crazy - I’m Gonna See You (When Your Troubles Are Just Like Mine) - Chattanooga (Down In Tennessee) - Old Black Joe’s Blues - Potomac River Blues - Shake Your Feet - Swanee River Blues - Warhorse Mamma - Oh! Sister, Ain’t That Hot - Mamma’s Gonna Slow You Down - Darktown Has A Gay White Way - Cotton Picker’s Ball | - Why Put The Blame On You? - Sud Bustin’ Blues - Wish I Had You (And I’m Gonna Get You Blues) - I Wish I Could Make You Cry - Say Say Sadie - Feelin’ The Way I Do - Ghost Of The Blues - Tea Pot Dome Blues - My Papa Doesn’t Two-Time No Time - Driftwood - Red Hot Mama - I Wanna Count Sheep (mit Harlan Lattimore) |

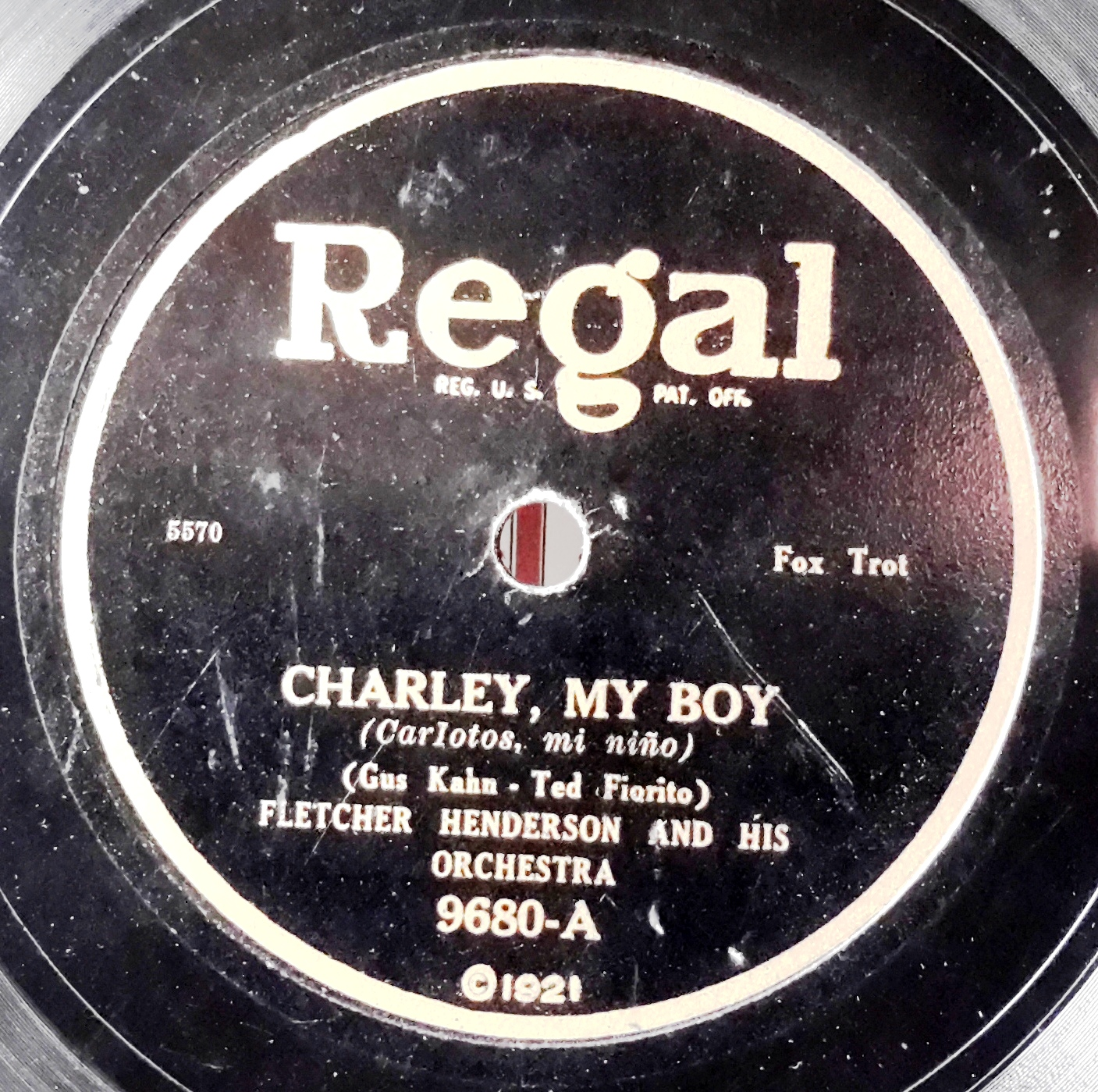
Schallplatte von Fletcher Henderson, aufgenommen Ende Juli 1924

## Diskographische Hinweise
Die Schallplatten-Aufnahmen von Fletcher Henderson erschienen, beginnend mit dem Jahr 1921 und endend 1938, beim Reissue-Label Classics. Hervorhebenswert sind die Editionen The Complete Louis Armstrong with Fletcher Henderson bei Forte mit Aufnahmen von 1924/25; The Harmony and Vocalion Sessions, Vol 1 und 2 bei Timeless Records mit Aufnahmen von 1926 bis 1928. Auf Columbia Records erschien A Study in Frustration: The Fletcher Henderson Story mit Aufnahmen der Jahre 1923 bis 1938.

## Sammlung
- A Story in Frustration – The Fletcher Henderson Story (Columbia Records – 4 LPs 1923–1938) mit Elmer Chambers, Don Redman, Coleman Hawkins, Charlie Dixon, Kaiser Marshall, Joe Smith, Louis Armstrong, Charlie Green, Buster Bailey, Rex Stewart, Benny Morton, Tommy Ladnier, June Cole, Fats Waller, Jimmy Harrison, Don Pasquall, Bobby Stark, Benny Carter, Clarence Holiday, Cootie Williams, Claude Jones, John Kirby, Walter Johnson, Russell Procope, Horace Henderson, J. C. Higginbotham, Sandy Williams, Edgar Sampson, Hilton Jefferson, Bernard Addison, Henry Red Allen, Dicky Wells, Dick Vance, Roy Eldridge, Joe Thomas, Ed Cuffee, Fernando Arbello, Scoops Carry, Chu Berry, Sid Catlett, Emmett Berry, George Washington, Jerry Blake, Lawrence Lucie, Israel Crosby, George Hunt, Ben Webster, Eddie Barefield